# 飛鳥昭雄
飛鳥 昭雄（あすか あきお、本名：佐藤 昭信、1950年〈昭和25年〉4月16日 - ）は、日本のライター、小説家、漫画家、超常現象研究家。

## 経歴
大阪府藤井寺市出身。大阪府立河南高等学校卒業。文具会社でのキャラクターデザイナー、アニメ制作会社でのアニメーターを経て、1982年に「おれはMr.フリスビー」が第4回藤子不二雄賞佳作となり1983年1月1日発行の『別冊コロコロコミック』第11号で漫画家デビュー。
高校生の頃は秒読みができる精度の地震予知が3回か4回できたが、半年程で能力は消えてしまったと自称。幽霊を何度も見ており、掘りごたつで仰向けに寝ていたところ、女の幽霊が上に乗ってきたのが初体験だという。東京のテレビ局にて夏のスペシャルの仕掛けを2年間担当しており、やらせ問題が発覚する半年前に辞めている。単行本の発売で生年がばれる迄は周囲に年齢を5歳若く誤魔化していた。
漫画雑誌『月刊コロコロコミック』、オカルト雑誌『ワンダーライフ』『ムー』などで活躍。読み切りの短編漫画を発表していたデビュー当初はスポーツ漫画を描くことを希望していたが、余興でトリックを使ったスプーン曲げを披露したところ、それが編集者の興味を惹いて、1984年から『別冊コロコロコミック』でマンガ『ザ・超能力』を連載。作中では超能力解明研究家を名乗り、スプーン曲げ、コックリさん、空中浮遊、心霊写真などの超常現象や心霊現象のトリックやカラクリを暴いていた。ただ、作中には必ず「この漫画は超能力や超常現象を否定するものではなく、同じ事を違う方法でも実現できるものです。」という注釈を必ず入れていた。しかし『ザ・超能力』に続く『ザ・怪奇』からは、「河童の正体は宇宙人」と結論付けるなど、方針を転換。その後、超能力やオカルト、超科学を肯定した『ワンダーライフ』連載の「ショック・サイエンス」シリーズで人気を博した。学研ムーのネオパラダイムASKAシリーズを不定期連載中。1984年から住む牛久市では教会で講演会などの各種イベントを開催している。
1998年に飛鳥を批判する『飛鳥昭雄の大真実!?』が出版されたことを受け、著者の古関智也と出版社を相手取って名誉毀損、著作権侵害、人権侵害等で水戸地方裁判所に提訴。書籍の販売禁止と廃棄、謝罪広告の掲載、損害賠償599万円を求めた。しかし1999年5月の判決では、全ての訴えが退けられて裁判費用も原告飛鳥の負担とする全面敗訴。飛鳥は控訴せずに判決が確定した。控訴しなかった理由に裁判所に飛鳥の主張の一部（被告から飛鳥への誹謗行為等）が認められたこと、訴訟の目的である被告の社会的モラルや人間性は裁けないと判断したこと、被告が裁判を通じて相当な出費を強いられていたことを挙げている。これらの記述を読んだ作家の山本弘は、弁護士費用などの経済的ダメージや裁判の度に水戸地裁まで通わせる負担を被告に与えることを誇っており、これは言論妨害の嫌がらせ裁判（スラップ）であると飛鳥を批判した。
2001年から千秋寺亰介の筆名で伝奇小説シリーズ『怨霊記』を発表。2006年にシリーズ10冊目にあたる『怨霊記 魔洞界 四 京都炎上篇』のカバー裏で著者が飛鳥昭雄と同一人物であることが明らかにされた。
2013年10月からワンダー・チャンネルの所属タレントになる。
ファミリー劇場のオカルト番組『緊急検証!』シリーズに準レギュラー出演中。番組では山口敏太郎、中沢健と共にオカルト三銃士と呼ばれている。

## 人物
超常現象を主な執筆分野とし、千秋寺亰介名義では小説家、あすかあきお名義では漫画家、飛鳥昭雄名義ではライターとして活動し、“サイエンスエンターテイナー”と自称している。学研ムーのネオパラダイムASKAシリーズでは、漫画作品と内容を補足・補強する文章・図解の本文という組み合わせとなっている。
超常現象では主にUFO、超古代史、超能力、UMAなどを調査。大伴昌司に傾倒し、自身の作業を大伴の功績を称した「ロマン・サイエンス」とし、研究に勤しんでいる。
著書ではキャトルミューティレーション、ミステリー・サークルやUFO目撃の背後には米軍が秘密裏に開発するプラズマ兵器がある、地球の軌道の太陽を挟んだ反対側には第12番惑星ヤハウェ（反地球）が存在し、その存在をNASAが隠蔽している、恐竜は哺乳類でありノアの大洪水で絶滅したが一部は今も生存している等の説を主張している。
それゆえいわゆるトンデモ作家の代表的な一人として扱われることもあるが、本人は自らの作品を「エンターテインメント」と称しており、自らの説が誤りであることも承知の上で娯楽として主張しているのだろうとみなされている。裁判においても自説について「科学的な説ではなく、エンターテインメント」と証言している。
前述のようにキャリア初期の1984年頃はもっぱらスプーン曲げなどのトリックを暴いていたが、1999年に出した『飛鳥昭雄ロマンサイエンスの世界』では、「この作品は、超能力の存在を否定するものではありません。ただ、超能力で行ったといわれることと同じことを、違う方法でもできるという事実の報告であります。」と冒頭に記しており、必ずしもオカルト否定派ではないとのスタンスを主張している。
末日聖徒イエス・キリスト教会（モルモン教）の信者であり、著作では教義を反映した内容が述べられていると指摘されており、本人もそれを認めている。連載していた『ワンダーライフ』の編集長は飛鳥へのファンレターに対し、飛鳥がモルモン教徒であること、モルモン教は間違った教義であること、モルモン教への強引な勧誘があればすぐに連絡するよう飛鳥とは別に返信をしていた。
1990年代には、自著の中でNASAから流出したという「天体写真」を取り上げ、この写真を根拠に反地球第12番惑星ヤハウェの存在を主張したが、後に『コスモス 宇宙』（旺文社）に掲載された、土星の衛星タイタンの模型の写真を加工して画像処理していたことが判明している。
作家の南山宏は、1997年に高橋克彦と共著で出した『超古代文明論』で“サイエンスエンターテイナー”の「A氏」を批判している。南山がテレビで語ったある説を、飛鳥が自らの独創であるかのように『ムー』誌で執筆し盗用したのだ、と主張している。
飛鳥のサイトや著書リストには、飛鳥が監修し「モーゼス・ベン・ヨハイ」なるワシントンD.C.在住のユダヤ人が著した『ミシェル・ド・ノストラダムスの未来記』が掲載されているが、この著者について山本弘は「参考にする新聞が朝日新聞」「飛鳥説が過剰に掲載される」「四行詩が五島勉などの邦訳文」等の特徴から「飛鳥氏が名乗っている偽ユダヤ人だ」として(本書刊行から)三年から五年以内に飛鳥は事実の解明せざるを得なくなるとしたが、飛鳥は著書で山本の書評『偽ユダヤ人になった○○○○教徒』（原文のまま）を「偽ユダヤ人が白人系ユダヤ人で、本物がアジア系」と解釈し、それについては公証済みであるとした。なおモーゼス・ベン・ヨハイの消息は不明である。

## 受賞歴
- 1982年「おれはMr.フリスビー」で第4回藤子不二雄賞佳作
  - 著作の著者紹介に「藤子不二雄賞入選」と書かれているものがあるが、第4回当時の藤子不二雄賞には入選・佳作の2つの賞があり、飛鳥昭雄が受賞したのは下のランクの「佳作」である。
- 1985年 東宝主催「ゴジラストーリー募集」 準佳作『NEWゴジラ・2』[19]

## 論文
- 飛鳥昭雄「地底文明アルザル (真我の鼓動--サトルな意識を伝えよう)」『サトルエネルギー学会誌』第13巻第2号、サトルエネルギー学会、2008年、53-56頁、ISSN 13424963、NAID 40016249309。

## 出演

### ウェブテレビ
- お願い! 宇宙人（2012年10月20日 - 12月28日、BeeTV）[20]

### 映画
- 緊急検証! THE MOVIE ネッシーvsノストラダムスvsユリ・ゲラー（2019年1月11日、東北新社）[21]